# Tonnellaggio di portata lorda
Il tonnellaggio di portata lorda (o tonnellate di portata lorda, abbr. in tpl, t.p.l., TPL o T.P.L., detto anche portata in peso morto in inglese dead weight o dead weight tonnage abbr. in dw, dwt, DW o DWT) è la capacità di carico trasportabile da una nave espressa in tonnellate metriche, e cioè la differenza tra il dislocamento D (ovvero massa d'acqua spostata a pieno carico) e il dislocamento a vuoto Dv (la massa propria della nave) fra la nave scarica e la nave carica fino alla linea di bordo libero estivo.
Rappresenta quindi la massa massima in tonnellate metriche di tutto il carico mobile che la nave può trasportare in condizioni di sicurezza e a pieno carico, nessuno escluso, come combustibile, acqua, viveri, equipaggio, passeggeri, lubrificanti, dotazioni di consumo, zavorra, pezzi di ricambio, merci varie, ecc.
Il tonnellaggio di portata lorda non deve essere confuso con il tonnellaggio di stazza lorda o il tonnellaggio di stazza netta (o le loro più arcaiche forme di tonnellaggio lordo di registro o tonnellaggio netto di registro) che sono invece unità di misura del volume.